# 1224
Il 1224 (MCCXXIV in numeri romani) è un anno bisestile del XIII secolo.

## Eventi
- 5 giugno - Fondazione dell'Università degli Studi di Napoli da parte dell'imperatore Federico II di Svevia.
- San Francesco riceve il dono delle Stimmate sul Monte della Verna
- A Pechino, su ordine di Gengis Khan, viene ricostruito il tempio della Nuvola Bianca, distrutto nel 1202 da un incendio. Il nome Nuvola Bianca viene conferito al centro taoista proprio in seguito alla ricostruzione.

## Nati
- 20 marzo - Sofia di Turingia, nobile tedesca († 1275)
- Matilde de Braose, baronessa Wigmore, nobile britannica
- Guglielmo III di Dampierre, conte († 1251)
- Jordan IV de L'Isle-Jourdain, trovatore francese († 1288)
- Kinga di Polonia, religiosa e santa ungherese († 1292)
- Maria di Brienne, imperatrice francese († 1275)
- Alice di Lusignano, nobile francese († 1256)

## Morti
- 3 gennaio - Unkei, scultore giapponese (n. 1151)
- 28 gennaio - Bartolomeo Aiutamicristo da Pisa, religioso italiano
- 24 marzo - Corrado III di Scharfenberg, vescovo cattolico tedesco
- 22 maggio - Obizzo Fieschi, vescovo cattolico italiano
- 30 giugno - Adolfo di Osnabrück, monaco cristiano, vescovo cattolico e santo tedesco (n. 1185)
- 22 luglio - Gualtero Garbagni, religioso italiano
- 24 luglio - Cristina l'Ammirabile, mistica belga (n. 1150)
- 15 agosto - Maria di Francia, francese (n. 1198)
- Abd al-Wahid I, califfo berbero
- William d'Aubigny, IV conte di Arundel, conte inglese
- Cathal Crobdearg Ua Conchobair, re irlandese (n. 1153)
- Durando d'Osca, religioso spagnolo
- Guglielmo I di Béarn, francese (n. 1171)
- Guglielmo V di Mâcon, conte
- Vetseke di Kokenhusen, sovrano lettone
- Yusuf al-Mustansir, califfo berbero (n. 1203)

## Calendario
| Calendario 1224 | Calendario 1224 | Calendario 1224 | Calendario 1224 | Calendario 1224 | Calendario 1224 | Calendario 1224 | Calendario 1224 | Calendario 1224 | Calendario 1224 | Calendario 1224 | Calendario 1224 | Calendario 1224 | Calendario 1224 | Calendario 1224 | Calendario 1224 | Calendario 1224 | Calendario 1224 | Calendario 1224 | Calendario 1224 | Calendario 1224 | Calendario 1224 | Calendario 1224 | Calendario 1224 | Calendario 1224 | Calendario 1224 | Calendario 1224 | Calendario 1224 | Calendario 1224 | Calendario 1224 | Calendario 1224 | Calendario 1224 | Calendario 1224 |
| --------------- | --------------- | --------------- | --------------- | --------------- | --------------- | --------------- | --------------- | --------------- | --------------- | --------------- | --------------- | --------------- | --------------- | --------------- | --------------- | --------------- | --------------- | --------------- | --------------- | --------------- | --------------- | --------------- | --------------- | --------------- | --------------- | --------------- | --------------- | --------------- | --------------- | --------------- | --------------- | --------------- |
|                 | 1               | 2               | 3               | 4               | 5               | 6               | 7               | 8               | 9               | 10              | 11              | 12              | 13              | 14              | 15              | 16              | 17              | 18              | 19              | 20              | 21              | 22              | 23              | 24              | 25              | 26              | 27              | 28              | 29              | 30              | 31              |                 |
| Gennaio         | Lu              | Ma              | Me              | Gi              | Ve              | Sa              | Do              | Lu              | Ma              | Me              | Gi              | Ve              | Sa              | Do              | Lu              | Ma              | Me              | Gi              | Ve              | Sa              | Do              | Lu              | Ma              | Me              | Gi              | Ve              | Sa              | Do              | Lu              | Ma              | Me              |                 |
| Febbraio        | Gi              | Ve              | Sa              | Do              | Lu              | Ma              | Me              | Gi              | Ve              | Sa              | Do              | Lu              | Ma              | Me              | Gi              | Ve              | Sa              | Do              | Lu              | Ma              | Me              | Gi              | Ve              | Sa              | Do              | Lu              | Ma              | Me              | Gi              |                 |                 |                 |
| Marzo           | Ve              | Sa              | Do              | Lu              | Ma              | Me              | Gi              | Ve              | Sa              | Do              | Lu              | Ma              | Me              | Gi              | Ve              | Sa              | Do              | Lu              | Ma              | Me              | Gi              | Ve              | Sa              | Do              | Lu              | Ma              | Me              | Gi              | Ve              | Sa              | Do              |                 |
| Aprile          | Lu              | Ma              | Me              | Gi              | Ve              | Sa              | Do              | Lu              | Ma              | Me              | Gi              | Ve              | Sa              | Do              | Lu              | Ma              | Me              | Gi              | Ve              | Sa              | Do              | Lu              | Ma              | Me              | Gi              | Ve              | Sa              | Do              | Lu              | Ma              |                 |                 |
| Maggio          | Me              | Gi              | Ve              | Sa              | Do              | Lu              | Ma              | Me              | Gi              | Ve              | Sa              | Do              | Lu              | Ma              | Me              | Gi              | Ve              | Sa              | Do              | Lu              | Ma              | Me              | Gi              | Ve              | Sa              | Do              | Lu              | Ma              | Me              | Gi              | Ve              |                 |
| Giugno          | Sa              | Do              | Lu              | Ma              | Me              | Gi              | Ve              | Sa              | Do              | Lu              | Ma              | Me              | Gi              | Ve              | Sa              | Do              | Lu              | Ma              | Me              | Gi              | Ve              | Sa              | Do              | Lu              | Ma              | Me              | Gi              | Ve              | Sa              | Do              |                 |                 |
| Luglio          | Lu              | Ma              | Me              | Gi              | Ve              | Sa              | Do              | Lu              | Ma              | Me              | Gi              | Ve              | Sa              | Do              | Lu              | Ma              | Me              | Gi              | Ve              | Sa              | Do              | Lu              | Ma              | Me              | Gi              | Ve              | Sa              | Do              | Lu              | Ma              | Me              |                 |
| Agosto          | Gi              | Ve              | Sa              | Do              | Lu              | Ma              | Me              | Gi              | Ve              | Sa              | Do              | Lu              | Ma              | Me              | Gi              | Ve              | Sa              | Do              | Lu              | Ma              | Me              | Gi              | Ve              | Sa              | Do              | Lu              | Ma              | Me              | Gi              | Ve              | Sa              |                 |
| Settembre       | Do              | Lu              | Ma              | Me              | Gi              | Ve              | Sa              | Do              | Lu              | Ma              | Me              | Gi              | Ve              | Sa              | Do              | Lu              | Ma              | Me              | Gi              | Ve              | Sa              | Do              | Lu              | Ma              | Me              | Gi              | Ve              | Sa              | Do              | Lu              |                 |                 |
| Ottobre         | Ma              | Me              | Gi              | Ve              | Sa              | Do              | Lu              | Ma              | Me              | Gi              | Ve              | Sa              | Do              | Lu              | Ma              | Me              | Gi              | Ve              | Sa              | Do              | Lu              | Ma              | Me              | Gi              | Ve              | Sa              | Do              | Lu              | Ma              | Me              | Gi              |                 |
| Novembre        | Ve              | Sa              | Do              | Lu              | Ma              | Me              | Gi              | Ve              | Sa              | Do              | Lu              | Ma              | Me              | Gi              | Ve              | Sa              | Do              | Lu              | Ma              | Me              | Gi              | Ve              | Sa              | Do              | Lu              | Ma              | Me              | Gi              | Ve              | Sa              |                 |                 |
| Dicembre        | Do              | Lu              | Ma              | Me              | Gi              | Ve              | Sa              | Do              | Lu              | Ma              | Me              | Gi              | Ve              | Sa              | Do              | Lu              | Ma              | Me              | Gi              | Ve              | Sa              | Do              | Lu              | Ma              | Me              | Gi              | Ve              | Sa              | Do              | Lu              | Ma              |                 |